# 릭키 소렌슨

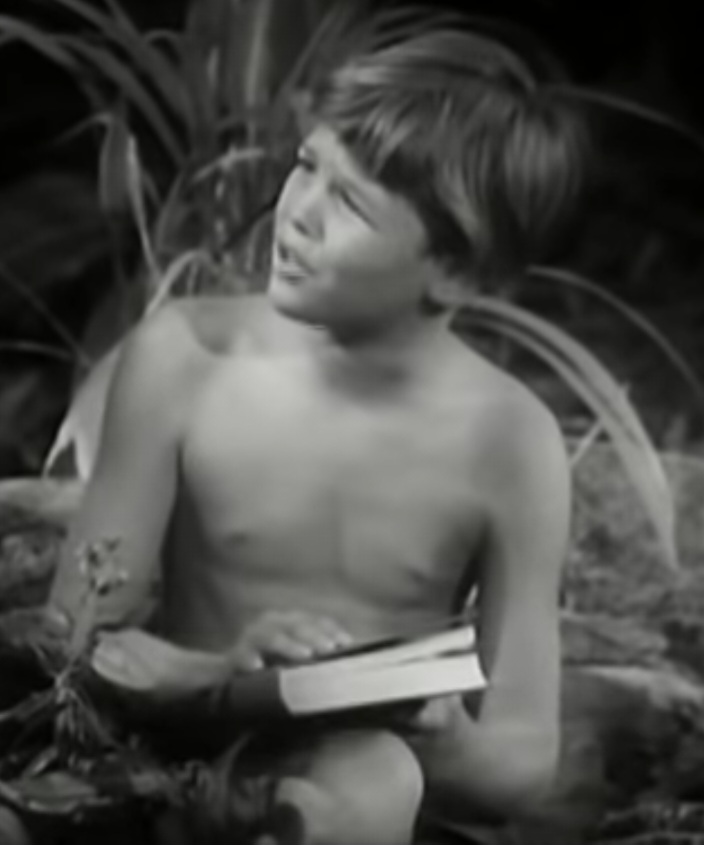

릭키 소렌슨(Rickie Sorensen, 1946년 8월 26일 ~ 1994년 8월 24일)은 미국의 배우, 성우이다.
로스앤젤레스에서 태어났으며 린우드에서 사망하였다. 사인은 암이다.

## 영화
- 우주에서 온 고양이 (1978년)
- 에어포트 77 (1977년)
- 아더왕 이야기 (1963년)
- 미국의 암흑가 (1961년)
- 101마리의 달마시안 개 (1961년)
- 타잔 - 고든 스콧 편 4 (1958년)
- 타잔의 격투 (1958년)
- 천의 얼굴을 가진 사나이 (1957년)
- 디즈니랜드 (1954년) - 러스티 역